# 江波線
江波線（日语：／ Eba sen */?）是廣島電鐵擁有的電車路線之一。
江波線是連接本線與舟入地區、江波地區的路線。全線都是位於廣島縣廣島市中區。路線會進入舟入地區的住宅區，橫過平和大通和國道2號，終點江波電車站後方為江波車廠與廣電江波營業所。

## 概要
在1943年，位於廣島市江波町（現時：江波沖町）填海地的三菱重工廣島造船廠江波工場（現時：三菱重工業廣島製作所江波工場）開始運作。為了通勤前往該工場，當時軍方要求建設江波線。在同年12月，土橋電車站至舟入本町電車站之間開通，在1944年舟入本町電車站至舟入南町電車站之間開通。在1954年，現時的江波電車站也開通，形成現時江波線的形態。如上述提及，建設江波線是為了連接三菱重工業廣島製作所江波工場，但是直至現時之止，江波線的終點站與工場還有1.3公里的距離，並且還未有任何延長計劃。
在江波線路線途經廣島市立舟入高等學校、廣島縣立廣島商業高等學校（棒球著名隊伍「廣商（日语：／）」）和廣島市立江波中學，因此成為許多學生的上學路線。在廣島市公立中學中，原則上除了步行外，不可使用其他方法上學，但是江波中學是唯一可使用電車上學的中學（只限居住於舟入町電車站周邊的學生）。
在2013年後，廣島電鐵引入超低地台電車，並開始構想與白島線直通運輸。在2013年2月15日，江波至土橋至八丁堀至白島開設直通運輸班次。

### 路線資料
- 路線距離（營業距離）：2.6公里
- 軌距：1435毫米
- 車站數目：7個（包括起終點站）
- 雙線區間：全線
- 電氣化區間：全線（直流600V）

## 運行形態
基本上，直通至本線的6號線（廣島站至十日市町至土橋至江波）與直通至橫川線的8號線（橫川站至十日市町至土橋至江波）會互相交替行走。
在2013年2月15日，開設了直通至白島線的9號線（白島至八丁堀至土橋至江波）中，平日只有3往返班次，假日只有2往返班次（其餘班次的9號線只行走於白島至八丁堀之間，只在白島線運行），這些班次均使用超低地台車輛1000形。當中平日的1往返班次是在早上繁忙時間行走，使增加線內班次，其餘2往返班次是早上前往白島和深夜前往江波的班次。早上班前到達白島便不再拆返，深夜班次到達江波後便回廠。
在江波線車輛中，原則上只會使用一卡編成的1000形。在平日早上繁忙時間，8號線的1往返班次會使用接掛車（3000形）。而6號線主要固定使用700形和800形（在2015年4月6日時間表修正均，於晚上10時以後的深夜時段，會使用超低地台車輛1000形，只陽2班），而8號線多會使用舊式車輛。在早上繁忙時間會使用接掛車輛，現時停放於千田車廠的1抽3000形暫時改放在江波車廠內，該車輛由江波車廠的乘務員負責駕駛。
在2000年代中期，逢星期六、日及假日，8號線每日會開於2往返特別班次，該班次稱為「懷舊電車」（在2018年5月後結束營運）。在4月、5月和10月，使用了100形101號（大正形電車）行走，在11月至3月使用了200形238號（漢諾威電車）行走。在1980年代後半至2000年中，白島線也有同樣特別班次。

## 歷史

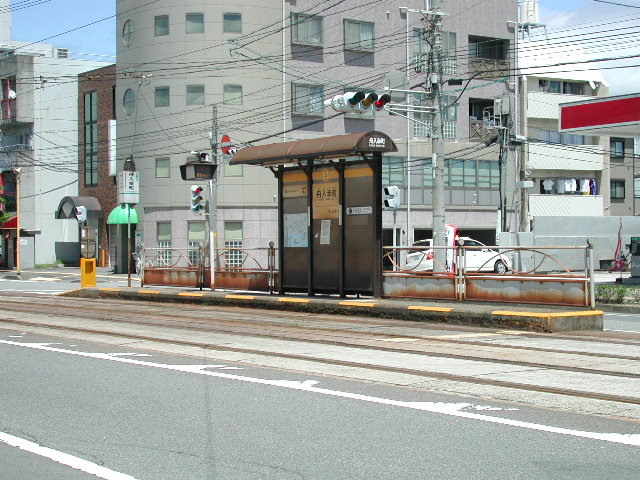
舟入幸町電車站

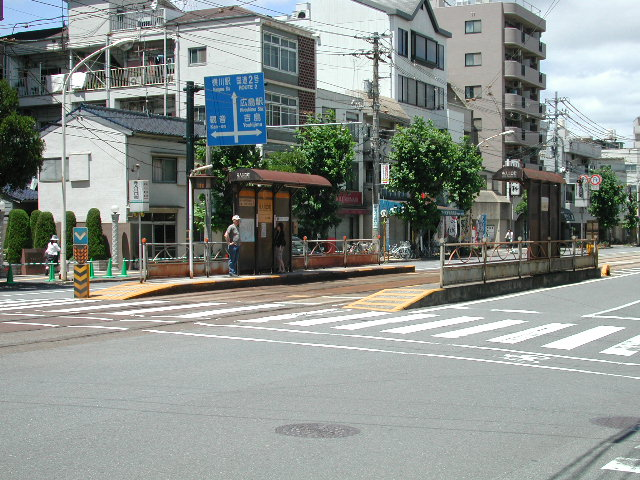
舟入川口町電車站

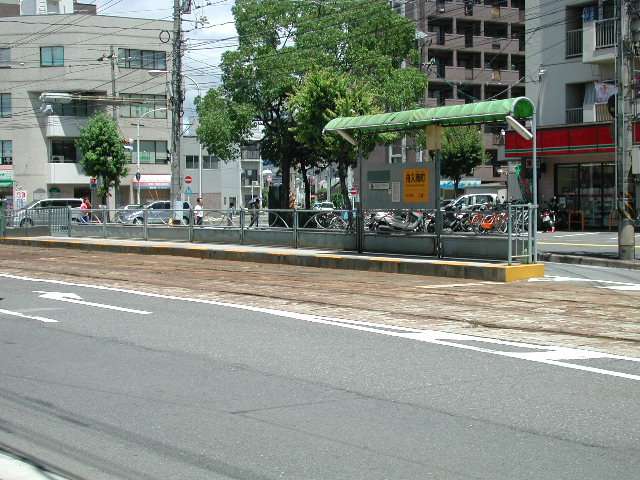
翻新前的舟入南町電車停（現時：舟入南電車站）

- 1943年（昭和18年）12月26日 土橋至舟入本町之間以雙線鐵路開通。
- 1944年（昭和19年）
  - 6月10日 上舟入電車站（日语：上舟入停留場）暫停營業。
  - 6月20日 舟入本町至舟入南町（日语：舟入南町停留場）之間以單線鐵路開通。
- 1945年（昭和20年）
  - 2月1日 舟入仲町至舟入川口町之間暫停營業。
  - 3月7日 全線成為雙線鐵路。
  - 8月6日 被投下原子彈，全線不能通行。
- 1947年（昭和22年）11月1日 全線重開。舟入南町電車站改名為江波口電車站，舟入仲町電車站與舟入川口町電車站重開，上舟入電車站廢止。
- 1952年（昭和27年） 舟入仲町電車站改名為舟入町電車站。
- 1954年（昭和29年）1月8日 路線延長100米，江波口電車站遷移至現時的江波電車站附近。舊江波口電車站改名為Ground口電車站。
- 1959年（昭和34年）11月1日 舟入幸町電車站啟用。
- 1960年（昭和35年） Ground口電車站改名為舟入南町電車站。
- 1963年（昭和38年） 江波口電車站改名為江波電車站。
- 2002年（平成14年） 舟入南町電車站由於受到舟入南6丁目路口工程影響，上行電車站遷移至廣島市道霞庚午線（日语：広島市道霞庚午線）北邊，下行電車站月台擴寬並加設上蓋。
- 2003年（平成15年） 在平日早上繁忙時間，8號線設有1抽接掛車輛行走（在2006年，平日黃昏繁忙時間也同樣加設）
- 2008年（平成20年）3月 舟入川口町、舟入幸町（只限江波方向）、舟入本町、舟入町電車站的安全島延長，以便連掛車輛能夠停站。
- 2013年（平成25年）
  - 2月15日 超低地台車輛1000形（日语：広島電鉄1000形電車 (2代)）開放投入服務。並開始與白島線直通運輸[2]。
  - 3月18日 舟入川口町電車站的月台上蓋覆蓋至整個月台。
- 2014年（平成26年）
  - 2月 舟入南6丁目路口至廣電江波終點前路口之間進行道路擴寬工程。因此翻新了舟入南町電車站（下行），擴寬了月台，同時月台上蓋覆蓋至整個月台。
  - 3月25日 江波電車站無障礙化。
  - 4月7日 實施時間表修正，平日繁忙時間中，8號線設有1往返班次使用掛接車輛運行，並更換超低地台車輛。
- 2015年（平成27年）
  - 4月6日 實施時間表修正，於深夜時段，6號線開始使用低地台車輛1000形。
- 2019年（平成31年）
  - 4月1日 舟入南町電車站改名為舟入南電車站。

## 電車站列表
所有電車站都位於廣島縣廣島市中區內。6號線、8號線、9號線都途經全線。
| 車站編號     | 中文站名     | 日文站名     | 英文站名     | 營業距離     | 營業距離     | 接續路線                                                 |
| 車站編號     | 中文站名     | 日文站名     | 英文站名     | 站間         | 累計         | 接續路線                                                 |
| ------------ | ------------ | ------------ | ------------ | ------------ | ------------ | -------------------------------------------------------- |
| 直通運行路段 | 直通運行路段 | 直通運行路段 | 直通運行路段 | 直通運行路段 | 直通運行路段 | 本線 途經紙屋町、八丁堀至廣島站 途經本線、橫川線至橫川站 |
| M13          | 土橋         |              |              | -            | 0.0          | 廣島電鐵： 本線                                          |
| E01          | 舟入町       |              |              | 0.6          | 0.6          |                                                          |
| E02          | 舟入本町     |              |              | 0.5          | 1.0          |                                                          |
| E03          | 舟入幸町     |              |              | 0.3          | 1.3          |                                                          |
| E04          | 舟入川口町   |              |              | 0.4          | 1.7          |                                                          |
| E05          | 舟入南       |              |              | 0.6          | 2.3          |                                                          |
| E06          | 江波         |              |              | 0.4          | 2.6          |                                                          |

## 注腳
1. ↑  白島-江波に路面電車検討 （页面存档备份，存于）（日語） - 中國新聞2012年11月23日
2. 1 2 3  . 広島電鉄. 2013-02-06  [2013-02-17]. （原始内容存档于2013年4月24日） （日语）.
3. ↑  レトロ電車の運行終了について （页面存档备份，存于）（日語） - 廣島電鐵，2018年9月19日
4. ↑  在2015年前的4月至10月之間，在2016年6月至9月之間暫停。
5. ↑  在廣島電鐵電車的車站稱為「電車站」，在鐵路線（即宮島線）的車站稱為「站」或「車站」。
6. ↑   (PDF). 広島電鉄.   [2025-07-10].

## 外部連結
- 江波線 （页面存档备份，存于）（日語）